# Oudeschild
Oudeschild – miejscowość w Holandii na wyspie Texel w prowincji Holandia Północna. Miasto należy do gminy Texel i liczy 1145 mieszkańców (2001).
Z Oudeschild pochodzi Alice Blom, holenderska siatkarka, reprezentantka kraju.

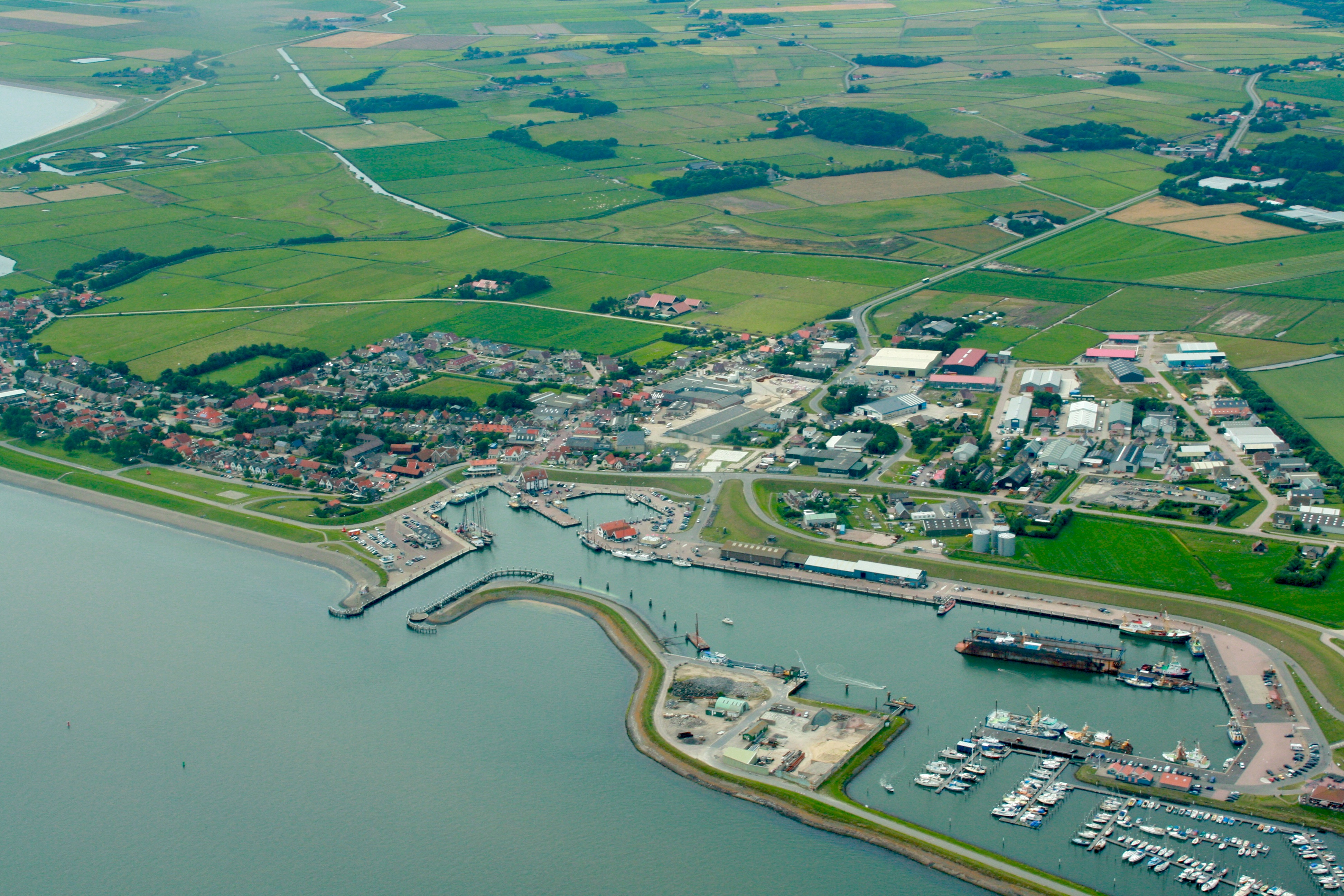